# Edvard Storm
Edvard Storm, född i Vågå i Norge 21 augusti 1749, död 29 september 1794, var en norsk diktare och skolman.
Storm var son till prästen Johan Storm i Vågå och dennes andra hustru, Ingeborg Birgitta Røring. Sina första tolv år i livet bodde Edvard Storm i Vågå prästgård innan han 1756 började skolan i Kristiania, nuvarande Oslo. Nio år senare tog han 1765 examen artium vid Köpenhamns universitet och återvände året därpå till faderns prästgård, troligen av hälsoskäl. En kortare tid var han huslärare i Lesja, men tillbringade i övrigt tiden 1766–1769 i barndomshemmet. Barndomens starka intryck av norsk dalnatur och dalliv fördjupades under denna period. Som pojke hade han lekt tillsammans med bondpojkarna och även som ung man umgicks han gärna med bondebefolkningen.
I juli 1769 flyttade Storm hemifrån för att fortsätta sina studier i Köpenhamn. Han hade tänkt studera teologi men erhöll aldrig ämbetsexamen. Det kan bero på att han redan tidigt distraherades från studierna av sin litterära lust. Men även ekonomin utgjorde ett hinder; han kämpade i många år under svåra ekonomiska villkor. Som erkännande för sin dikt Indfødsretten fick han från 1778 en årlig hedersgåva på 100 riksdaler från kungens kassa och lika mycket från kronprinsen. Därutöver tjänade han en del på undervisning och litterärt arbete.
Trots att Storm var norrman gick han inte med i Det norske Selskab, en litterär sällskapsklubb för norska studenter i Köpenhamn. Han var nämligen en ivrig beundrare av den danske poeten Johannes Ewald och slöt sig därför i stället till dennes bekantskapskrets. Men hans norska uppväxt hade ändå satt sina spår och han skrev, förmodligen i början av 1770-talet, nio sånger på norskt bygdemål. Dessa sångerna var de första i sitt slag, det första exemplet på norsk litteratur på dialekt. De betraktas också som det främsta Storm skrev.
Storm upphörde i stort sett med sitt diktande omkring 1785. Därefter var han i första hand läroman. År 1786 grundade en grupp kända män "Selskapet for Efterslægten". Storm, som var en av grundarna, kom att spela en betydande roll för sällskapets verksamhet. Den viktigaste av de uppgifter sällskapet föresatte sig var att starta en realskola för barn. I anslutning till denna hölls populära föreläsningar för äldre barn och ungdomar i ämnen från flera vetenskapsområden. Storm föreläste fyra timmar i veckan i "livsklokskap", geografi, dansk språklära samt grekisk och nordisk mytologi. När själva skolan kom i gång fick Storm fullt upp; han besökte den dagligen antingen för att själv undervisa eller för att överse den undervisning som gavs. Från 1790 knöts han fastare till skolan som en sorts överinspektör.
En månad före sin död utnämndes Storm till en av direktörerna för Det Kongelige Teater.
I ett av sina verk, Zinklars vise, beskrev Storm slaget vid Kringen i visform.